# Bahnhof Walldorf (Werra)

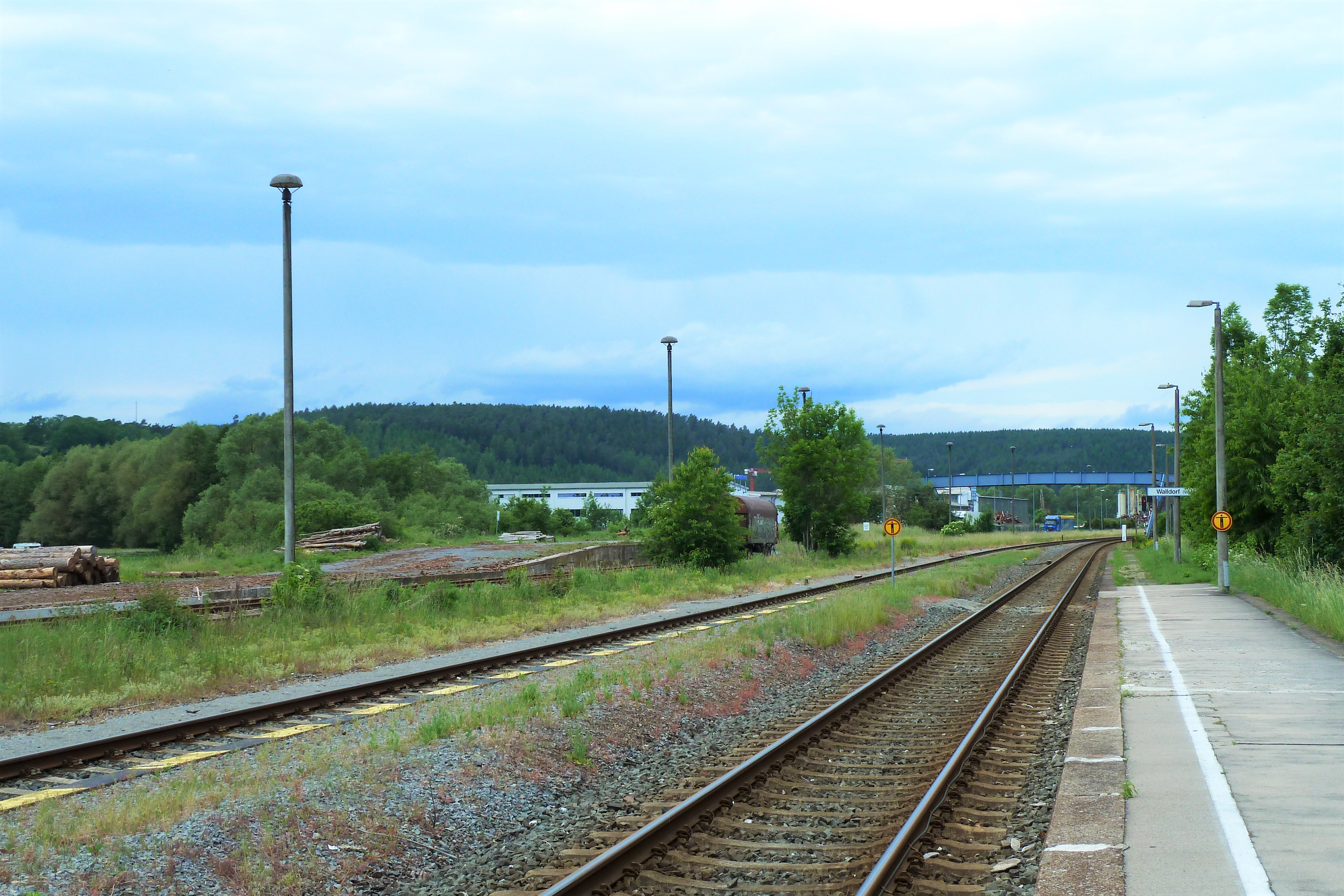
Blick über die Verladerampe zum Industriegebiet

Der Bahnhof Walldorf (Werra) im Meininger Ortsteil Walldorf ist neben dem Bahnhof Meiningen einer von zwei im Personenverkehr genutzten Eisenbahn-Betriebsstellen der Stadt Meiningen. Zum Walldorfer Bahnhof gehört ein Güterbahnhof mit Verladerampe.

## Lage
Der Walldorfer Bahnhof liegt am Streckenkilometer 54,94 der Bahnstrecke Eisenach–Lichtenfels (Werrabahn) rund 5,5 km nördlich der Kernstadt und dem Meininger Bahnhof sowie rund einen Kilometer östlich vom Walldorfer Ortszentrum direkt an der Bundesstraße 19. Bahnhof und Ort Walldorf verbindet die Bahnhofsstraße (Landesstraße 2624), dazwischen fließt die Werra. Nordwestlich anliegend befindet sich der „Industriepark an der B 19“ mit einem Gleisanschluss eines Metallrecycling-Unternehmens.
Der Bahnhof ist mit der Linie 416 der Meininger Busbetriebe an den Stadtverkehr Meiningen angebunden.

## Bahnhofsanlagen
Der Bahnhof Walldorf (Werra) wurde 1858 im Zuge der Errichtung der Werrabahn erbaut. Für ein in den 1960er Jahren erbautes Plattenwerk entstanden neue Gleisanlagen mit einer Anschlussbahn. Zeitgleich ließ die Sowjetarmee zwecks Verladung von schwerem Kriegsgerät eine Laderampe erbauen. Bis 1991 zweigte ein Gleis Richtung Meiningen zu einem einen Kilometer entfernten stillgelegten Kohle-Verladebahnhof an der B 19 ab.
Das Bahnhofsgelände verfügt 2019 neben dem Empfangsgebäude über ein Durchfahrtsgleis, ein Ausweichgleis, ein einseitig angebundenes Ladegleis mit Rampe und ein Zuführungsgleis zum Gleisanschluss einer Recyclingfirma. Im Süden werden die Gleise von einer Landesstraße mittels Schrankenanlage sowie im Norden von einer Straßenbrücke und einer Fußgängerbrücke zum Industriegebiet überquert. Der Bahnhof besitzt für den Personenverkehr zwei Bahnsteige und für den Güterverkehr ein Freiladegleis. Das Empfangsgebäude steht bis auf den Dienstraum des Fahrdienstleiters seit einigen Jahren leer.

## Betrieb

### Personenverkehr
Der Bahnhof Walldorf (Werra) wird von dem Eisenbahn-Unternehmen Südthüringenbahn mit der Regionalbahnlinie RB 41 als Bedarfshalt bedient.
| Kursbuch- strecke        | Linie | Verlauf                                                               | Takt       |
| ------------------------ | ----- | --------------------------------------------------------------------- | ---------- |
| 575                      | RB 41 | Eisenach – Bad Salzungen – Wernshausen – Walldorf (Werra) – Meiningen | 60 Minuten |
| Stand: 12. Dezember 2021 |       |                                                                       |            |

### Güterverkehr
Gegenüber dem Bahnhofsgebäude befindet sich eine Ladestraße, über die überwiegend Holztransporte von der Straße auf die Schiene verladen werden. Des Weiteren führt ein Anschlussgleis in das Industriegebiet.

## Trivia
Der Bahnhof Walldorf (Werra) war 1991 einer der Drehorte der ZDF-Dokumentation „Russische Armee in Meiningen“. Die Dokumentation zeigte den Abzug der Russischen Armee aus den Meininger Kasernen mit der Verladung von Panzern und Militärfahrzeugen auf Zügen in Walldorf.